# Les Vagues
Les Vagues (The Waves), publié en 1931, est le roman le plus expérimental de Virginia Woolf. 

## Résumé
Il consiste en monologues parlés par les six personnages du roman : Bernard, Susan, Rhoda, Neville, Jinny, et Louis. 
Percival, le septième personnage, est aussi important, bien que les lecteurs ne l'entendent jamais parler lui-même. Les monologues sont interrompus par neuf brefs interludes à la troisième personne, qui détaillent une scène côtière à différents moments du jour, de l'aube au crépuscule. 

## Structure de l'œuvre
Tout en faisant parler alternativement les six narrateurs ou « voix », Woolf explore les concepts d'individualité, de moi, et de communauté. Chaque personnage est distinct, cependant ensemble ils composent un Gestalt autour d'une silencieuse conscience centrale. 

## Personnages
Bernard est un conteur, toujours à la recherche de la phrase allusive et juste ; Louis est un étranger, qui recherche la reconnaissance et le succès (certains critiques y voient T. S. Eliot, que Woolf connaissait bien) ; Neville (peut-être en partie inspiré d'un autre ami de Woolf, Lytton Strachey) désire l'amour, à travers une série d'hommes, chacun d'entre eux devenant l'objet présent de son amour transcendant ; Jinny est une nouvelle riche, dont la vision du monde correspond à sa beauté physique ; Susan fuit la ville, au profit de la campagne, où elle est aux prises avec les émois et les doutes de la maternité ; et Rhoda criblée de doutes et d'angoisse, dans le refus constant des compromis humains, toujours à la recherche de la solitude. Percival est le héros presque divin, mais moralement douteux, des six autres personnages, il meurt au milieu du roman dans sa quête impérialiste dans l'Inde colonisée par les Britanniques. Bien que Percival ne parle jamais en monologue dans Les Vagues, les lecteurs le découvrent en détail, à mesure que les autres personnages le décrivent et l'analysent à travers tout le roman.

## Analyse
Le roman a une veine similaire à une autre œuvre moderniste, le Portrait de l'artiste en jeune homme de James Joyce. C'est un Bildungsroman qui suit ses six narrateurs de l'enfance à l'âge adulte.
Les Vagues effacent les distinctions traditionnelles entre prose et poésie, faisant évoluer le roman dans le flux de six courants de conscience semblables. Le livre renverse les frontières traditionnelles entre les personnages, et Woolf elle-même écrivit dans son Journal que les six n'étaient pas du tout destinés à être des « personnages » séparés, mais plutôt des facettes de conscience illuminant le sens de la continuité. Même le mot « roman » ne décrit pas fidèlement la forme complexe des Vagues. Woolf elle-même ne le désignait pas ainsi mais l'appelait un « poème-jeu » (playpoem).

## Éditions
Édition originale britannique
- The Waves, Londres, Hogarth Press, 1931

Éditions françaises
- Les Vagues, (traduction de Marguerite Yourcenar), Paris, Stock, 1937[1].
- Les Vagues, (traduction de Cécile Wajsbrot), Paris, Calmann-Lévy, 1993.
- Les Vagues, (traduction de Michel Cusin avec le concours d'Adolphe Haberer), dans Œuvres romanesques complètes II, Paris, Gallimard, « Bibliothèque de la Pléiade », 2012[2].
- Les Vagues, (nouvelle traduction de Cécile Wajsbrot), Paris, Le Bruit du temps, 2020).